# Markus Holgersson
Sven Markus Holgersson (Landskrona, Suecia, 16 de abril de 1985) es un exfutbolista sueco. Jugaba en la posición de lateral izquierdo y su último equipo fue el Helsingborgs IF de Suecia.

## Trayectoria
El defensa sueco tiene una gran experiencia en varias ligas de todo del mundo, ya que jugó entre otras, en la Primera división de su país defendiendo los colores del Helsinborgs. Después se fue a Estados Unidos donde militó en el New York Red Bulls. También pasó por el Wigan Athletic inglés y el Anorthosis de Chipre.
En julio de 2017, el Lorca hace oficial el fichaje del central sueco de 32 años llega procedente del Aalborg de la liga Danesa. El jugador aportará experiencia al recién ascendido a Segunda División. Tras su paso por España regresó a su país para jugar nuevamente en el Helsingborgs IF. Allí estuvo temporada y media antes de anunciar su retirada en noviembre de 2019.